# Malinianka
Malenianka (Malinianka) – struga, lewostronny dopływ Sanu o długości 12,5 km, przepływająca przez gminy Leżajsk i Nowa Sarzyna (częściowo na ich granicy) w powiecie leżajskim.
W zestawieniu PRNG jako źródło nazwy Malenianka podano Mapa topograficzna w skali 1:10 000/Protokół z posiedzenia KUNMiOF w dniach 29 - 30 czerwca 2004/Zarządzenie nr 17 Prezesa Rady Ministrów z dnia 5 lutego 1968 r., M.P. 1968 nr 6, poz. 34, jako źródło nazwy obocznej Malinianka podano KNMiOF i MPHP.
Malinianka z dopływami stanowi jednolitą część wód o symbolu PLRW20001722736 wchodzącą w skład scalonej części wód San od ujścia Złotej II do ujścia Rudnej (GW0831).

## Bieg rzeki
Źródło rzeki Malinianka znajduje się na południe od miejscowości Maleniska, na wysokości 216 m n.p.m. Obszar ten leży w mezoregionie Płaskowyż Kolbuszowski, znajdującym się w środkowej części Kotliny Sandomierskiej. Malinianka przez większość swojej długości płynie w obrębie gminy Nowa Sarzyna, konsekwentnie doliną o szerokości od kilku do kilkudziesięciu metrów. 
Bieg górny Malinianki znajduje się na terenie Nadleśnictwa Leżajsk, na północ od rezerwatu „Suchy Łuk”. W miejscu tym mamy jeszcze źródła kilku mniejszych rzek (w tym Jagódki przepływającej przez Leżajsk). 
Bieg środkowy przypada na miejscowość Jelna, w której rzeka rozwidla się na dwa koryta, aby ponownie po 40 m się połączyć. W miejscu tym znajdują się pozostałości po dawnym młynie wykorzystującym nurt rzeki. Poniżej na wysokości 17 5 m n.p.m. znajdują się dwa zbiorniki retencyjne obok kościoła parafialnego w Jelnej i Domu Strażackiego. 
W dolnym biegu rzeki koryto nieznacznie się poszerza, płynąc przez tereny łąkowe miejscowości Baranówka. Poniżej tej miejscowości na wysokości 164 m n.p.m. do Malinianki wpada jej prawy dopływ – Siutno. Ujście do Sanu znajduje się na wysokości 160 m n.p.m.
Malinianka w swoim dorzeczu posiada także 14 małych dopływów bezimiennych. Ze wszystkich dopływów rzeki największy to Siutno, który bierze swój początek z terenów zabagnionych, położonych między Starym Miastem a Przychojcem, przez który przepływa. Wzdłuż biegu rzeki znajdują się 22 mosty, w tym jeden kolejowy linii Przeworsk-Stalowa Wola-Rozwadów oraz 5 zastawek (jazów).

## Osadnictwo nad Malinianką
Ważniejsze miejscowości:
- Maleniska
- Jelna
- Budzyń (przysiółek Jelnej)
- Baranówka (przysiółek Jelnej)
- Podbaranówka (część wsi Przychojec)
- Przychojec
- Łukowa (Na Niemcach)

Osadnictwo w biegu rzeki wymusiło wybudowanie czterech zbiorników małej retencji:
- Jelna (górny bieg rzeki, dwa zbiorniki obok remizy strażackiej)
- Baranówka (dolny bieg rzeki, nieopodal stadionu)
- na Łukowej (dolny bieg rzeki, 400 m od ujścia do Sanu)

## Monitoring jakości wód
Na jakość wód w rzece Malinianka ma duży wpływ wybudowanie kanalizacji w miejscowości Baranówka. W górnym biegu rzeki brak jej powoduje duże zanieczyszczenie odpadami gospodarczymi i innymi.
Malinianka jest rzeką należąca do klasy C – siedlisko i hodowla ryb i innych organizmów, użytkowanie rekreacyjne (głównie wędkarstwo).
Charakterystyce klas jakości wód Malinianka zajmuje klasa III (stan umiarkowany) umiarkowany stan wód oznacza, że występują umiarkowane odchylenia od charakteru naturalnego.
W systemie trzyklasowym Malinianka zajmowała klasę 3, co oznacza, że woda w niej przeznaczona była do korzystania przez przemysł i rolnictwo.